# Xinglong (socken i Kina, Ningxia)
Xinglong (kinesiska: 兴隆乡, 兴隆) är en socken i Kina. Den ligger i den autonoma regionen Ningxia, i den nordvästra delen av landet, omkring 180 kilometer söder om regionhuvudstaden Yinchuan. Antalet invånare är 9 844. Befolkningen består av 4 874 kvinnor och 4 970 män. Barn under 15 år utgör 31 %, vuxna 15-64 år 62 %, och äldre över 65 år 6,0 %.
Genomsnittlig årsnederbörd är 491 millimeter. Den regnigaste månaden är september, med i genomsnitt 100 mm nederbörd, och den torraste är december, med 1 mm nederbörd.